# Fox-terrier à poil dur
Le fox-terrier à poil dur (en anglais : Wire Fox Terrier) est, avec le fox-terrier à poil lisse, l'une des races de chiens fox-terrier.

## Comportement
Les fox-terriers sont des chiens explorateurs qui nécessitent beaucoup d’attention. Effectivement, si ces chiens sont laissés à eux-mêmes à l’extérieur et ne sont pas supervisés, ils auront tendance à creuser afin de se désennuyer.  
Il faut donc développer la complicité et travailler le dressage pour en faire un chien obéissant ce qui est tout à fait possible. Sans qu'il soit jamais servile, il sera alors possible de le promener en forêt sans le voir partir sur toutes les traces.
Il est souvent très attaché à sa famille. Généralement, il aime jouer avec les enfants mais n'est pas patient.
Il est aussi un grand chasseur, résistant.
En tant qu'animal de compagnie, le fox terrier est très joueur.

## Apparence
Sa robe est tricolore, en général blanche et assortie de marques fauves et noires. Il est toutefois possible d’en retrouver des bicolores ; majoritairement blanche, leur robe est assortie de marques fauves.  
Son poil dur est tout ébouriffé l'hiver, ce qui lui donne un air de peluche.
Le fox-terrier à poil dur est un chien de petit format ayant une ossature et une force bien réparties. Le mâle et la femelle mesurent, du sol au garrot, de 30 à 40 cm. Le mâle pèse environ 10 kg, tandis que la femelle pèse en moyenne 8 kg. La hauteur du fox-terrier est à peu près la même que celle de la longueur de son corps. En effet, la distance du sol à son garrot est la même que celle de la pointe de son épaule à la pointe de sa fesse. Cela fait donc de lui un animal ayant une morphologie recherchée. On le compare d’ailleurs, lorsqu’il se dresse, à un cheval de chasse. Son museau est long et sa tête allongée. 
Hypoallergène, le pelage tricolore de ce chien est dense, dur au toucher et raide, sans toutefois paraître laineux. Afin de le distinguer du fox-terrier à poil lisse, le poil du fox-terrier à poil dur doit être d’une certaine longueur, mais sans excès. S’il est rasé, le poil perd sa coloration et devient grisâtre, frisé, doux et perméable. Enfin, même si certains chiens présentent un pelage légèrement ondulé, les fox-terriers d’exposition se doivent d’avoir une robe complètement lisse. 

## Toilettage

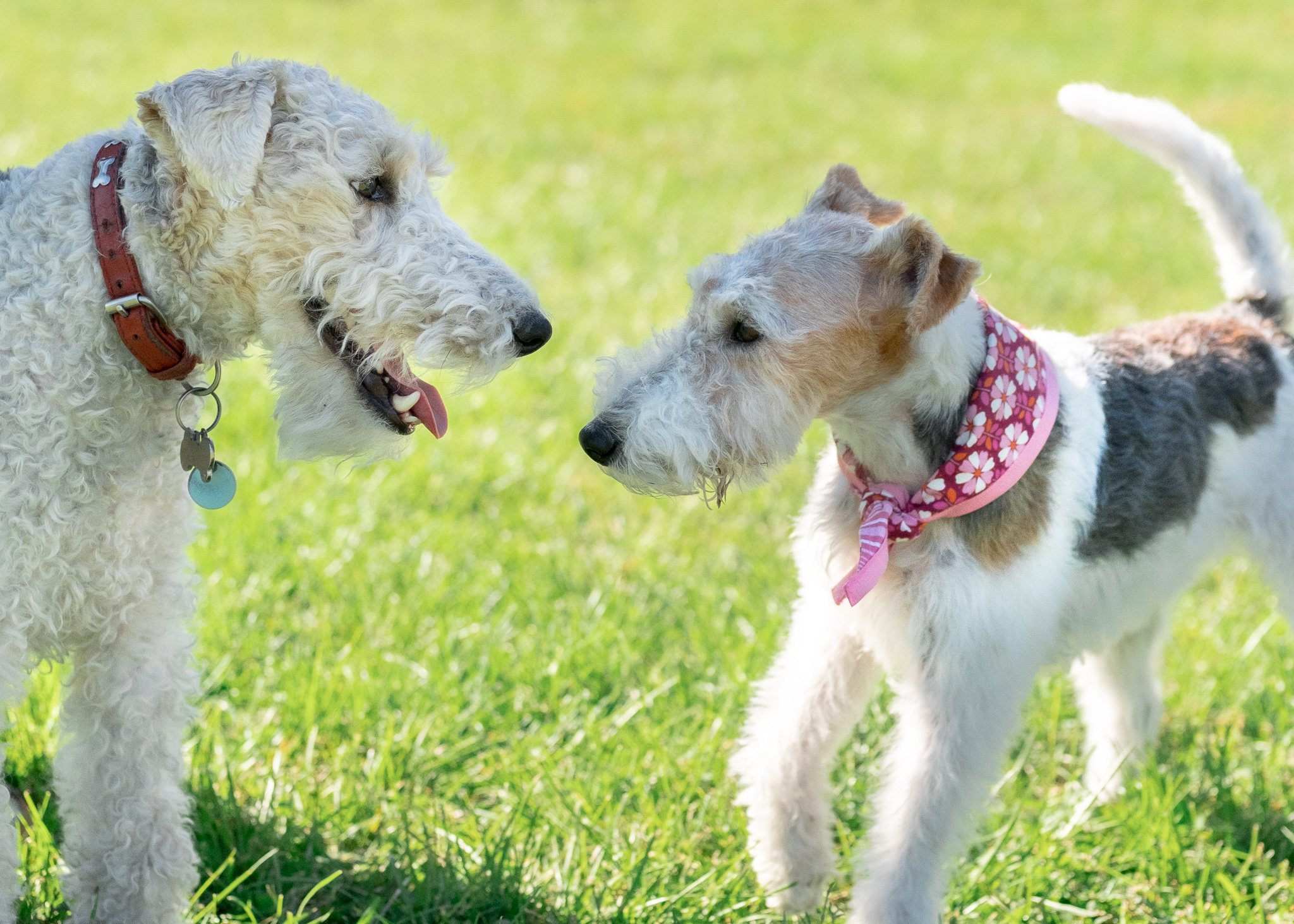
À gauche, un fox-terrier à poil dur rasé': le poil est frisé et faible en pigmentation. À droite, un fox-terrier à poil dur épilé : le poil est raide, dur et pigmenté.

Si la question du toilettage ne se pose pas pour le poil lisse, elle est incontournable pour la variété à poil dur. En effet, à partir d'un chien à poil rêche rappelant beaucoup son cousin jack russell à poil dur, les éleveurs ont sélectionné un chien avec le poil de plus en plus long, ne tombant plus naturellement. Il faut donc le retirer manuellement. Cette opération est appelée épilation. Si le chien est tondu, son poil perd sa texture dure et ses couleurs, il devient blanc et frisé et n'est plus imperméable. Il faut donc s'assurer de la compétence de la personne qui sera chargée de le faire si on ne le fait pas soi-même.
Toiletter le fox-terrier à poil dur est nécessaire afin de permettre l'aération de la peau et d'éviter les problèmes dermatologiques.

## Histoire
- Fonction

Le fox-terrier a été développé en Angleterre par les chasseurs de renards (en anglais fox = renard), celui-ci, par sa petite taille, pouvant aller déloger ces animaux dans leur terrier, et faisant preuve d’un courage parmi les plus remarquables chez les chiens.
- Popularité

Le fox-terrier ne fut pas populaire comme animal de compagnie dans les familles anglaises jusqu’en 1930. C’est à cette époque que l’on retrouve dans la famille royale un jeune fox appelé Asta. C’est grâce à ce chien que la cote de popularité de la race remonta. Mais ce chien n’est pas une race d’appartement, et n’est pas fait pour vivre en ville. En effet, le fox-terrier est plein d’énergie et a toujours besoin de courir, creuser, chasser.
- Robe

Connu aujourd’hui pour sa robe blanche, noire et fauve (ou blanche et fauve), il est à savoir que le fox-terrier n’a pas toujours été de cette couleur. Effectivement, en 1760, on décrivait le fox-terrier à poil dur comme brun rougeâtre, ou noir avec des pattes couleur bronze. Ainsi, le poil blanc aurait fait son apparition dans la race aux alentours de la fin du XVIIe siècle et du début du XVIIIe siècle. La version la plus acceptée de ce changement de robe est celle qui voudrait que la couleur blanche ait été incluse chez les fox-terriers à poil dur afin de les distinguer de leurs proies. Effectivement, il était difficile pour les chasseurs, sans une distinction visuelle claire, de reconnaître si leur compagnon de chasse était celui qui ressortait du terrier, ou si c’était le gibier à chasser. 

## Maladies
Les différentes affections touchant à la fois les fox terriers à poil lisse et ceux à poil dur sont :
- Ataxie héréditaire des Terriers[8]
- Oligodontie
- Atopie
- Hypersensibilité aux piqures de puces
- Distichiasis
- Trichiasis congénital
- Atrophie rétinienne progressive
- Luxation du cristallin
- Entropion et microphtalmie
- Persistance de la membrane pupillaire
- Glaucome primaire à angle étroit
- Sténose aortique
- Sténose pulmonaire
- Tétralogie de Fallot congénitale.
- Ectopie urétérale
- Surdité congénitale

Les maladies touchant uniquement les fox terriers à poil dur sont :
- Hypoplasie cérébelleuse
- Scotty cramp ou crampe du Scottish Terrier
- Cataracte héréditaire
- Mégaœsophage

## Fox-terrier à poil dur célèbre
Milou, fidèle compagnon du reporter de bande dessinée Tintin, créé par Hergé, est un fox-terrier à poil dur.